# Белая ворона (телесериал)
«Белая ворона» — российский телесериал, выпущенный студиями «Маркес» и «Анкор» в 2011 году

## Сюжет
1995 год. Евдокия из глухой деревни приезжает в город и поступает учиться в педагогическое училище. В общежитии Евдокию поселяют в компании разгульных однокурсниц, которые весёлую и беспечную жизнь предпочитают учёбе. Воспитанная родителями в строгих моральных устоях, Дуня постоянно терпит от них насмешки и издевательства. Дальнейшие события развиваются со стремительной быстротой…

## В ролях
Глафира Тарханова — Дуня

Иван Жидков —  Митя

Александр Лойе — Ларион

Людмила Артемьева —  Альбина Игоревна, мама Лариона

Артём Мазунов — Пашка, сын Раисы Ивановны

Павел Сметанкин — Грифель

Александр Аноприков — Гарик

Константин Балакирев — Солоха

Ирина Вальц — Лейка

Олег Васильков — Скат

Надежда Бахтина — Наталья, адвокат

Анастасия Третьякова — Надя

Полина Быстрицкая — Ася

Светлана Востокова — мать Дуни

Михаил Стародубов — отец Дуни

Виталий Гаевский — Слава

Елена Вадимовна Дудина — Ксюша

Иван Зайцев — брат Лёшка

Ксения Иванова — Таня

Антонина Комиссарова — Инна
Дмитрий Комов — Алик

Павел Кусков — Вадик

Наталья Хорохорина — Раиса Ивановна

Антон Шурцов —  Женя

## Съёмочная группа
Режиссёр: Сергей Быстрицкий

Сценарист: Альжбета Горицвет

Оператор: Дмитрий Есипов

Композитор: Дмитрий Даньков

Художник: Александр Ефремов

Продюсеры: Александр Кушаев, Илья Неретин, Вадим Шмелев, Ольга Ермакова

## Отзывы и критика
Сериал в основном получил положительную оценку среди телезрителей.